# 柯蒂斯 (阿拉巴馬州)
柯蒂斯（英語：Curtis）是一個位於美國阿拉巴馬州科菲縣的非建制地區。該地的面積和人口皆未知。

## 地理
柯蒂斯的座標為31°23′52″N 86°09′25″W / 31.39777°N 86.15694°W，而該地最高點為海拔高度130米（即440英尺）。